# Věra Chytilová

Věra Chytilová (2. února 1929 Ostrava – 12. března 2014 Praha) byla česká filmová režisérka, pedagožka FAMU. Kritika ji řadí mezi osobnosti tzv. československé nové vlny, kde se prosadila mezi řadou silných mužských autorů. V roce 2000 získala cenu Český lev za dlouholetý umělecký přínos českému filmu.

## Život

### Rodina

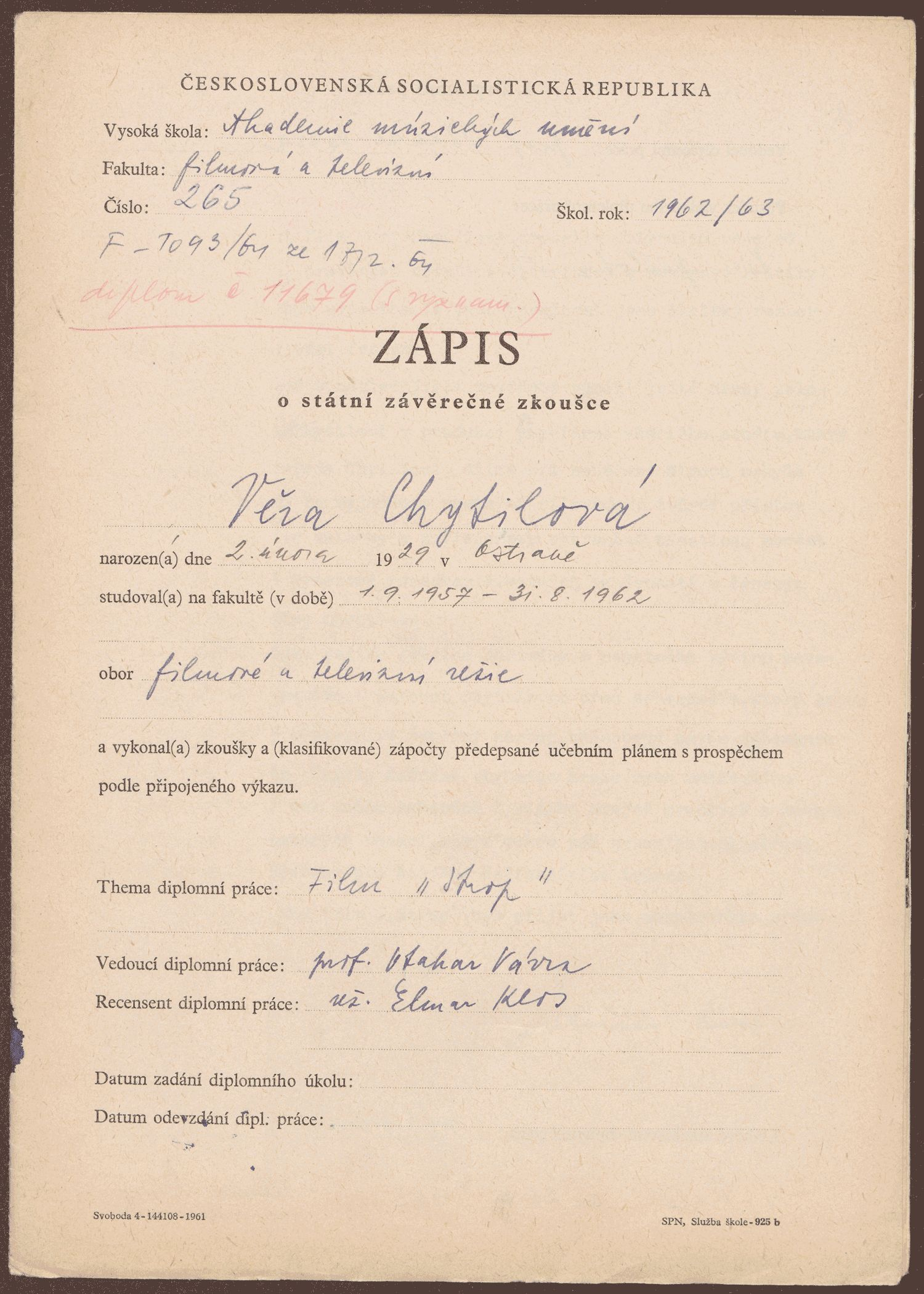
Zápis o státní závěrečné zkoušce Věry Chytilové z roku 1963 (SOA Praha)

Otec František Chytil byl nájemcem nádražních restaurací. Po vypuknutí první světové války byl raněn a upadl do ruského zajetí. Díky svému bratrovi se stal legionářem. Matka Štěpánka vedla s manželem několik restaurací. Své dětství strávila Věra Chytilová společně s o šest let starším bratrem Juliánem v Olomouci, kde byla po anexi Sudet umístěna do klášterní školy. Jejím prvním mužem byl fotograf Karel Ludwig, druhým pak kameraman Jaroslav Kučera, se kterým má dceru Terezu Kučerovou – výtvarnici, animátorku a herečku – a syna Štěpána Kučeru – kameramana.
Po roce 1989 začala učit na FAMU, od roku 2003 byla profesorkou, v roce 2005 se stala vedoucí katedry režie, poté na katedře působila jako pedagog.

## Tvorba

### První zkušenosti
Studovala dva roky architekturu v Brně, po odchodu z fakulty pracovala jako kreslička, laborantka, manekýnka. První manžel Chytilové ji na přelomu 40. a 50. let uvedl do společenského a kulturního milieu v Praze. Záhy získala první zkušenosti s filmem. Před kamerou se objevila v malé roličce dvorní dámy ve filmu Císařův pekař a pekařův císař. Prošla několika profesemi filmového odvětví; za kamerou začínala na Barrandově jako klapka (poprvé v roce 1954 u filmu Hudba z Marsu), odkud se vypracovala až na pomocnou režisérku.

### Studium na FAMU
V letech 1957 až 1962 studovala FAMU v ročníku Otakara Vávry obor filmová režie, na který byla přijata jako jediná žena. Jejími spolužáky byli Jiří Menzel, Evald Schorm, Juraj Jakubisko a Jan Schmidt. Jejím absolventským filmem byl středometrážní film Strop (1963), ve kterém využila autobiografické prvky a zkušenosti modelky. Snímek připomínal podobný film uvedený ve stejné době, film Cléo od 5 do 7 režisérky Agnes Vardové.

### Vrchol tvorby
Debutovala dokumentem Pytel blech, který byl inspirován stejně jako Strop stylem cinema verité. Po celovečerním hraném debutu O něčem jiném (1963) začala Chytilová připravovat se svým druhým manželem, kameramanem Jaroslavem Kučerou, snímek Sedmikrásky. Mezitím natočila ještě krátký fragment Automat svět do povídkového filmu Perličky na dně. Poté následoval další ceněný snímek Ovoce stromů rajských jíme, který předznamenal několikaletou tvůrčí pauzu. V srpnu roku 1968 odmítla emigrovat do Francie. Kvůli televizní inscenaci Kamarádi (1971) nemohla šest let pracovat. StB se několikrát neúspěšně pokoušela přimět ji ke spolupráci. Režisér Jiří Menzel oceňoval, že si vždy dokázala zachovat morální postoje, např. odmítla podepsat Antichartu.
V roce 1976 se Chytilová vrátila k režii s filmem Hra o jablko a následně snímkem Panelstory aneb Jak se rodí sídliště (1979). Tyto i následující filmy Kalamita (1981), Faunovo velmi pozdní odpoledne (1984) nebo Kopytem sem, kopytem tam (1988) mají stále výsostně moralizující tón, ale jsou vyprávěny formou přístupného příběhu. Po revoluci se vrátila s trefnou satirou na nové poměry nazvanou Dědictví aneb Kurvahošigutentag (1992).
Až do poloviny 70. letech 20. století byly ústředními postavami jejích filmů ženy. Pomocí nich se snažila zachytit obecná témata. Nerozlišovala, co se má týkat mužů a co žen. Právě v tom byla a je průkopnická. Spolupracovala s významnými osobnostmi uměleckého života (výtvarnice a scenáristka Ester Krumbachová a další, např. Kristina Vlachová, Daniela Fischerová).

## Charakteristika tvorby
Od počátku své režijní činnosti provokovala vyostřenými etickými dilematy a bouráním formálních klišé. Je typická výrazným autorským rukopisem (experimentuje, je novátorská). Témata jejích filmů jsou zásadní (existenciální), provokující (emancipace žen) a vyvolávající otázky a úvahy (mužská agrese a machismus ve filmu Pasti, pasti, pastičky).
Její tvorba nenabízí pozitivní obrazy ženství (a mužství), je svázaná genderovými stereotypy a mýty, zobrazuje status quo. V některých snímcích jsou sice hrdinky nekonvenční (Sedmikrásky – film vyvolal interpelaci v Národním shromáždění), v jiných (Pasti, pasti, pastičky a Hezké chvilky bez záruky) však ženy kalkulují nebo jsou zoufalé, nejsou tedy hybatelkami, ale spíše oběťmi (do jisté míry aktivními). Faunovo velmi pozdní odpoledne lze vnímat jako karikování mužů. Tématu nevázaného sexu a jeho následků je věnován film Kopytem sem, kopytem tam, jemně moralizující a odrážející realitu doby. Sama Chytilová hodnotí Pasti, pasti, pastičky jako film o mužské agresi, o systému tutlajícím zločiny, o korupci. „O co tedy jde? Především o mužský machismus, násilnictví, sklony k nadřazenosti a naproti tomu o postavení žen. Dále mimo jiné i o prznění krajiny obrovskými reklamami, o ničení životního prostředí, …“ Hra o jablko (první film po zákazu činnosti) pojednává o mužském egoismu, odkaz na biblické téma evokuje souboj pohlaví. Chytilová se nevěnuje jen tématům vztahovým, ale také kritickému zobrazení společnosti (Panelstory).
Jak o ní řekl režisér Jan Schmidt, „pokud šlo o to prosadit se a nebát se, byla Věra Chytilová mistr.“ V období socialismu neváhala riskovat pronásledování proto, aby mohla svobodně tvořit. Vždy dokázala prosadit sebe a své názory. Je vnímána jako silná osobnost, známá svojí tvrdohlavou houževnatostí, jako průkopnice ženské filmové režie. Svou osobností i prací provokuje, odkrývá kontroverzní společenská témata, bourá zavedené stereotypy. Zejména její rané filmy jsou vnímány jako symbolický obraz tehdejší doby viděné ženskýma očima. Chytilová proto bývá často spojována s feminismem. Když měla v 70. letech 20. století poskytnout rozhovor pro německý feministický magazín, prohlásila, že se necítí být na mužích závislá, protože si vždy bude dělat, co sama chce.
Vedle klasické filmové tvorby se Chytilová věnovala i dokumentaristice. Poukazovala na nerovné postavení žen v ČR, jejich malé zastoupení v politice, na domácí násilí a vleklé soudní spory o děti. Dokument problémy konstatuje, jejich řešením se nezabývá.
Dokumenty v rámci cyklu „České milování“ zobrazují letité téma Chytilové, obzvláště problém žen týraných muži. Dokument O lásce žárlivé je kritikou lidské nepoučitelnosti, ukazuje stereotypy ve způsobech chování. Chytilová si všímá situace, kdy týraná žena nemá zastání (odsoudí ji mužský soud). Ukazuje i týraného muže, ovšem zdůrazňuje, že ženy jsou týrány mnohem častěji. V politickém i uměleckém kontextu v období po listopadu 1989 představuje umělecky, esteticky i společensky „podvratný“ tón. Zdůrazňuje nutnost vlastních myšlenek diváka k pochopení předkládaných obrazů, čímž se blíží k pozici prezentované Laurou Mulvey. Prezentuje ženy jako osobnosti mimo ideologii a moc.
Život Chytilové byl protkán touhou po seberealizaci, kterou by jí žádný vztah nemohl poskytnout, jak sama říkala. Příčinu pocitu nenaplnění vlastního života u žen viděla v nedostatečném ocenění jejich domácí role. Sama se rodinného života nevzdala a s pomocí najaté pracovní síly v domácnosti se snažila propojit s ním kariéru. Chytilová vnímala život jako rozhodování, kdy je občas nutné obětovat některé sny pro jiné. To se snažila znázornit ve snímku O něčem jiném, který je označován za jedno z klíčových děl České nové vlny. V celé její tvorbě se prolíná hraný film s dokumentem.
Spolu s Milošem Formanem, Jiřím Menzelem, Vojtěchem Jasným a Janem Němcem je řazena k osobnostem evropského formátu.

## Veřejné působení
Věra Chytilová se aktivně zapojila do organizace KIWI (Kino Women International) – Mezinárodní organizace filmařek, filmových umělkyň, teoretiček a publicistek z celého světa. Nelly Pavlásková a Věra Chytilová zajistily vznik organizace v tehdejším Československu. Postupně se přidaly například Milena Dvorská, Helena Třeštíková, Ester Krumbachová a Eva Švankmajerová. Pavlásková vzpomíná na festival konaný 6. listopadu 1989: „…Všichni byli spokojení, jenom někteří chlapi měli řeči, že se jako ženy oddělujeme…“ V 90. letech 20. století se organizace rozpadla.
Roku 1996 bez úspěchu kandidovala do senátu na Zlínsku jako nestraník na kandidátce ČSSD. V roce 2006 neúspěšně kandidovala do Senátu ve volebním obvodu Praha 2 za Stranu Rovnost Šancí. Chytilová se aktivně zapojila do diskusí proti umístění radaru. V roce 2007 připojila svůj podpis k dalším padesáti českým osobnostem, ve kterém žádaly prezidenta republiky a předsedy obou komor parlamentu o vypsání referenda k této problematice.

## Ocenění
Za svá díla obdržela řadu ocenění:
- Bronzová medaile MFF Benátky (1962): Pytel blech
- Cena FICC v Oberhausenu (1963): Strop
- Velká cena MFF Mannheim (1963): O něčem jiném
- Velká cena Bergamo MFF (1966): Sedmikrásky
- Stříbrný Hugo na MFF v Chicagu: Hra o jablko
- Francouzské vyznamenání Řád umění a literatury (1992)
- Medaile za zásluhy 1998
- Český lev za dlouholetý umělecký přínos českému filmu 2000
- Cena za mimořádný umělecký přínos světové kinematografii (Karlovy Vary 2000)

## Filmografie

### Režie
- Dům na Ořechovce (1959)
- Zelená ulice (1960)
- Pan Ká (1960)
- Žurnál FAMU (1961)
- Strop (1962)
- Pytel blech (1962)
- O něčem jiném (1963)
- Perličky na dně (1965)
- Sedmikrásky (1966)
- Ovoce stromů rajských jíme (1969)
- Kamarádi (1971)
- Hra o jablko (1976)
- Čas je neúprosný (1978)
- Panelstory (1979)
- Kalamita (1981)
- Chytilová versus Forman (1981)
- Faunovo velmi pozdní odpoledne (1983)
- Praha – neklidné srdce Evropy (1984)
- Prague (1985)
- Vlčí bouda (1986)
- Šašek a královna (1987)
- Kopytem sem, kopytem tam (1988)
- TGM Osvoboditel (1990)
- Mí Pražané mi rozumějí (1991)
- Dědictví aneb Kurvahošigutntag (1992)
- Pasti, pasti, pastičky (1998)
- Vzlety a pády (2000)
- Vyhnání z ráje (2001)
- Trója v proměnách času (2003)
- Pátrání po Ester (2005)
- Hezké chvilky bez záruky (2006)
- O láskách týraných (2009, TV Barrandov, cyklus České milování)